# Lobocleta minuscula
Lobocleta minuscula là một loài bướm đêm trong họ Geometridae.